# Turbomolekularpumpe

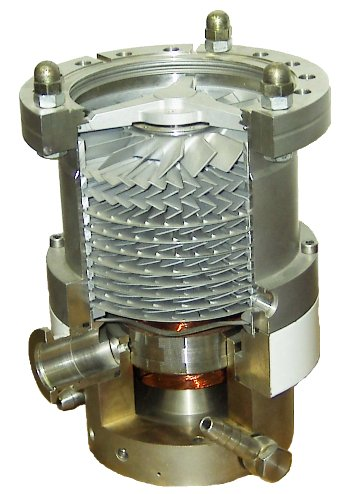
10-stufige Turbomolekularpumpe, aufgeschnitten: Oben, "saug"seitig Hochvakuumflansch und Magnetlager. Unten, rot Kupferlackdraht des Elektromotors.

Eine Turbomolekularpumpe ist eine mechanische Vakuumpumpe. Sie arbeitet, indem sie das Pumpgas in einer molekularen Strömung fördert, arbeitet also wie die von Wolfgang Gaede 1913 erfundene Molekularpumpe. Sie ist im Kern ähnlich wie eine Turbine aus runden, koaxial liegenden Rotor- und Statorscheiben (aus radial verlaufenden gekippten Blättern) aufgebaut, die  abwechselnd aufeinander folgen, und auf der Rotorachse bzw. im Pumpengehäuse befestigt sind. Der elektrische Antriebsmotor befindet sich auf der Rotorachse. Namensgebend ist die geometrisch turbinenartige Ausformung. Sie wurde 1956 von Pfeiffer Vacuum (Willi Becker) erfunden.

## Aufbau

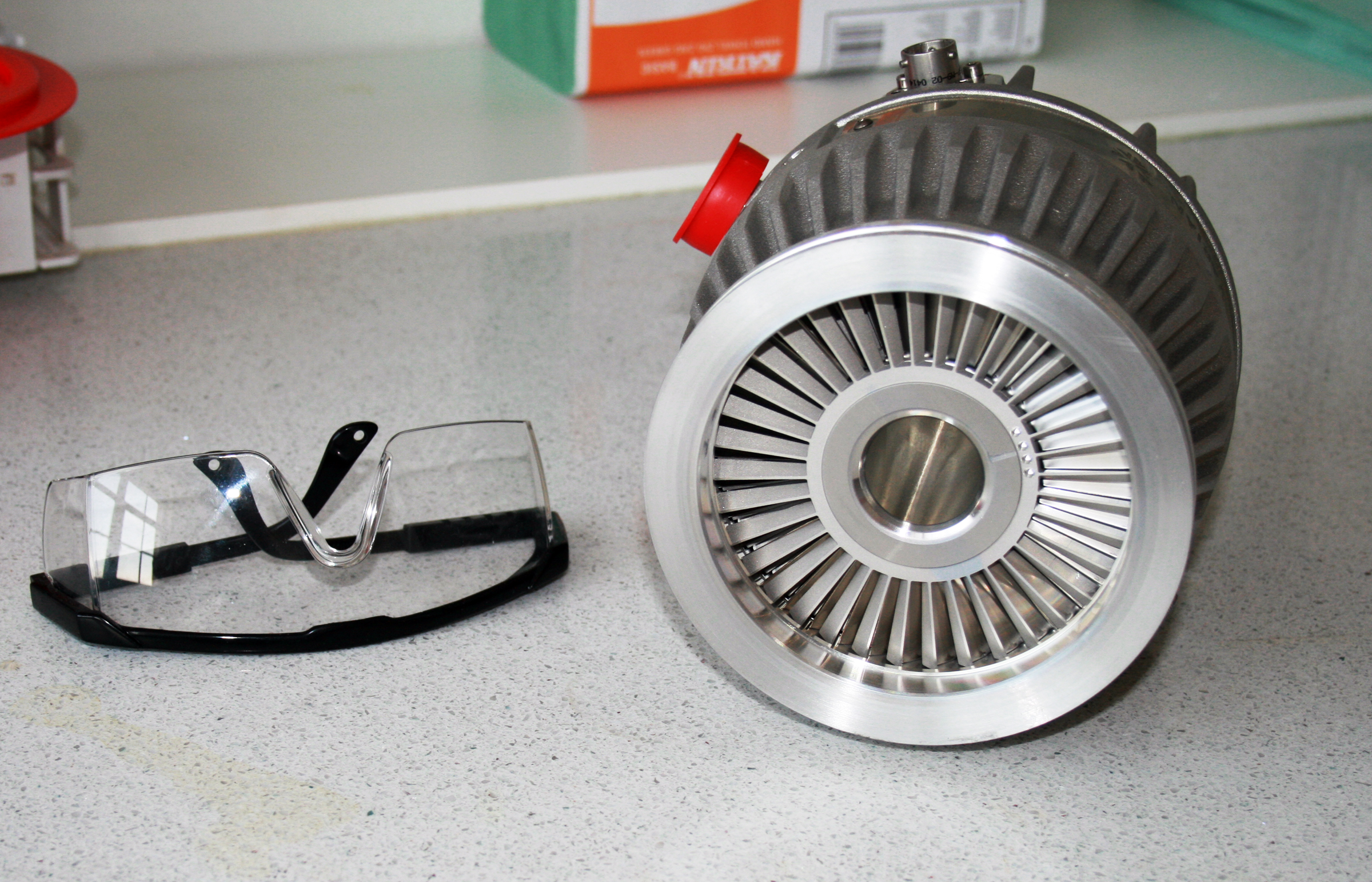
Turbomolekularpumpe aus einem ICP-Massenspektrometer

Eine Turbomolekularpumpe enthält einen Rotor, der die Turbinenscheiben und den Rotor des elektrischen Antriebsmotors trägt. Die Turbinenscheiben sind aus sternförmig nach außen laufenden, flachen Schaufeln aufgebaut, die wie Ventilatorblätter gegen die Scheibenebene gekippt sind. Zwischen den Scheibenblättern liegen entsprechend aufgebaute Statorscheiben, deren Schaufeln in die entgegengesetzte Richtung gekippt sind. Die Statorscheiben sind fest mit dem innen zylinderförmigen Gehäuse verbunden. Um die Betriebswärme der Pumpe abzuführen, ist häufig eine Wasserkühlung des Pumpengehäuses eingebaut.
Man unterscheidet zwischen zweiflutigen und einflutigen Turbomolekularpumpen. In der zweiflutigen Anordnung liegen beide Achsenden auf der Vorvakuumseite, und die Rotor- und Statorscheibenpakete liegen spiegelsymmetrisch auf der und um die Achse. Im Zwischenraum zwischen den beiden Paketen befindet sich der Vakuumflansch, die Verbindung zum Rezipienten. Der Antriebsmotor liegt auf der Vorvakuumseite eines Scheibenpaketes. Der Vorteil dieser Anordnung ist, dass beide Lager auf der Vorvakuumseite liegen. Dadurch kann die Verunreinigung der Vakuumkammer mit Schmiermittel auch bei Verwendung zweier geschmierter Lager vermieden werden.
Einflutige Turbomolekularpumpen haben nur ein Scheibenpaket, und ihre Rotationsachse verläuft senkrecht, sie fördern von oben nach unten. Unten auf der Vorvakuumseite laufen sie in einem geschmierten Lager, das obere Achslager auf der Rezipientenseite wird als berührungsfreies Permanentmagnetlager ausgeführt. Zur Erhöhung des Vorvakuumdrucks werden einflutige Turbomolekularpumpen häufig mit einer oder mehreren Molekularpumpstufen kombiniert, die meist als Holweck-, sog. Dragstufen, ausgeführt sind.

## Wirkungsweise
Wie andere Molekularpumpen erzeugt eine Turbomolekularpumpe eine molekulare Strömung. Um dies zu erreichen, müssen zwei Bedingungen erfüllt sein:
- Ihre Rotorschaufeln müssen sich mindestens mit der mittleren Geschwindigkeit der zu fördernden Gasteilchen bewegen, damit sie einen Impuls auf sie übertragen können, und
- die freie Weglänge der Gasteilchen muss in der Größenordnung der Abmessungen der aktiven Teile liegen, damit die molekulare Strömung nicht zum Erliegen kommt.

Deshalb erreichen die Rotoren von Turbomolekularpumpen sehr hohe Drehzahlen, die in der Größenordnung von zehntausenden Umdrehungen pro Minute liegen (bis zu 90 k/min).
Trifft ein Gasteilchen auf eine Turbinenschaufel, wird es durch den Stoß in Pump- und Rotationsrichtung beschleunigt. Die Schaufeln der nächsten Statorscheibe leiten es weiter in Pumprichtung, wodurch es in den Bereich der nächsten Turbinenscheibe kommt. Aufgrund dessen, dass die Pumpe mit einer Molekularströmung arbeitet, und der Mindestabmessungen, die die Turbinenscheiben konstruktiv haben müssen, kann eine reine Turbomolekularpumpe nur bis zu Vorvakuumdrücken im Bereich von einigen 10 Pa arbeiten und benötigt ein entsprechend gutes Vorvakuum. Durch Kombination mit einer oder mehreren Molekularpumpstufen kann der Vorvakuumdruck auf etwa 1500 Pa erhöht werden. Der Betrieb an unzulässig hohem Vorvakuumdruck oder gar Atmosphärendruck zerstört die Schaufeln der Pumpe umgehend.

## Pumpleistung
Eine Turbomolekularpumpe erreicht, je nach Gaslast und ob ein Ausheizen erfolgt, Enddrucke von bis zu 10 nPa (10−10 mbar). Da Gasteilchen mit niedriger molarer Masse eine höhere mittlere Geschwindigkeit ihrer thermischen Bewegung haben, kann die Turbomolekularpumpe deren Impuls nur weniger ändern als den von Gasteilchen mit hoher molarer Masse. Aufgrund dessen ist ihr Dekompressionsvermögen für Stoffe mit niedriger molarer Masse wie Wasserstoff und Helium kleiner als für solche mit hoher molarer Masse.